# Frontalia montana
Frontalia montana är en tvåvingeart som beskrevs av Paramonov 1958. Frontalia montana ingår i släktet Frontalia och familjen Pyrgotidae. Inga underarter finns listade i Catalogue of Life.